# 程易
程易（1726年—1809年十月二十二日，字圣则，号吾庐，清代大盐商，后历任石门知县、候补两浙盐运副使。
程易为徽州歙县岑山渡程氏家族成员，世代在淮扬经营盐业，占籍安东（今涟水），而居住淮安河下。程易历任候补两浙盐运副使署嘉松分司、石门县知县，回乡后收购河下竹巷街沈坤状元府，建起寓园。
嘉庆元年（1796），程易在七十岁时应诏进京，赴千叟宴。程易七十五岁时，又与安徽含山王醒斋（年九十三）、山西临汾王文山（年八十三）、浙江德清徐东麓（年七十四）、桃源（今泗阳县）薛竹居（年八十五）组织“五老讌集”，在荻庄船房“虚游”会宴，一时传为盛事，漕运总督铁保（字冶亭，满州正黄旗人，进士）题字“五老讌集处”刻石。
嘉庆己已年（1809）十月二十二日，程易去世，享年八十三岁。诰授奉政大夫，封朝议大夫。子菊生，候选盐运司。
到了程易孙辈程茀庭时，程家产业已一败涂地，屋宇零落，寓园一半已毁，已成数亩空地，仅存假山荷池，于是将寓园一半赁为茶肆，咸丰末年捻军乱后，另一半卖给了翰林编修王鸿翔的父亲镇江丹徒人王继曾。
2013年开始，寓园作为沈坤状元府的一部分得以在原址复原，根据王觐宸（王鸿翔之子）的民国《淮安河下志》和清华大学贾珺教授的《淮安河下园林散记》中的详实记载，由扬州意匠轩进行复建，历时四年。